# Casey Stengel
Charles Dillon « Casey » Stengel (né le 30 juillet 1890, et décédé le 29 septembre 1975) fut un populaire joueur de baseball ainsi qu'un manager avec les Yankees de New York. Il reçut le surnom « Casey » de Kansas City, Missouri, où il est né. Dans ces jeunes années, il était aussi connu comme « Dutch », un surnom populaire à l'époque pour les Américains de descendance allemande.
Il est le seul joueur de l'histoire à avoir porté l'uniforme des quatre clubs de baseball majeur new-yorkais, à savoir les Dodgers de Brooklyn, les Giants de New York, les Yankees de New York et les Mets de New York.

## Carrière comme joueur

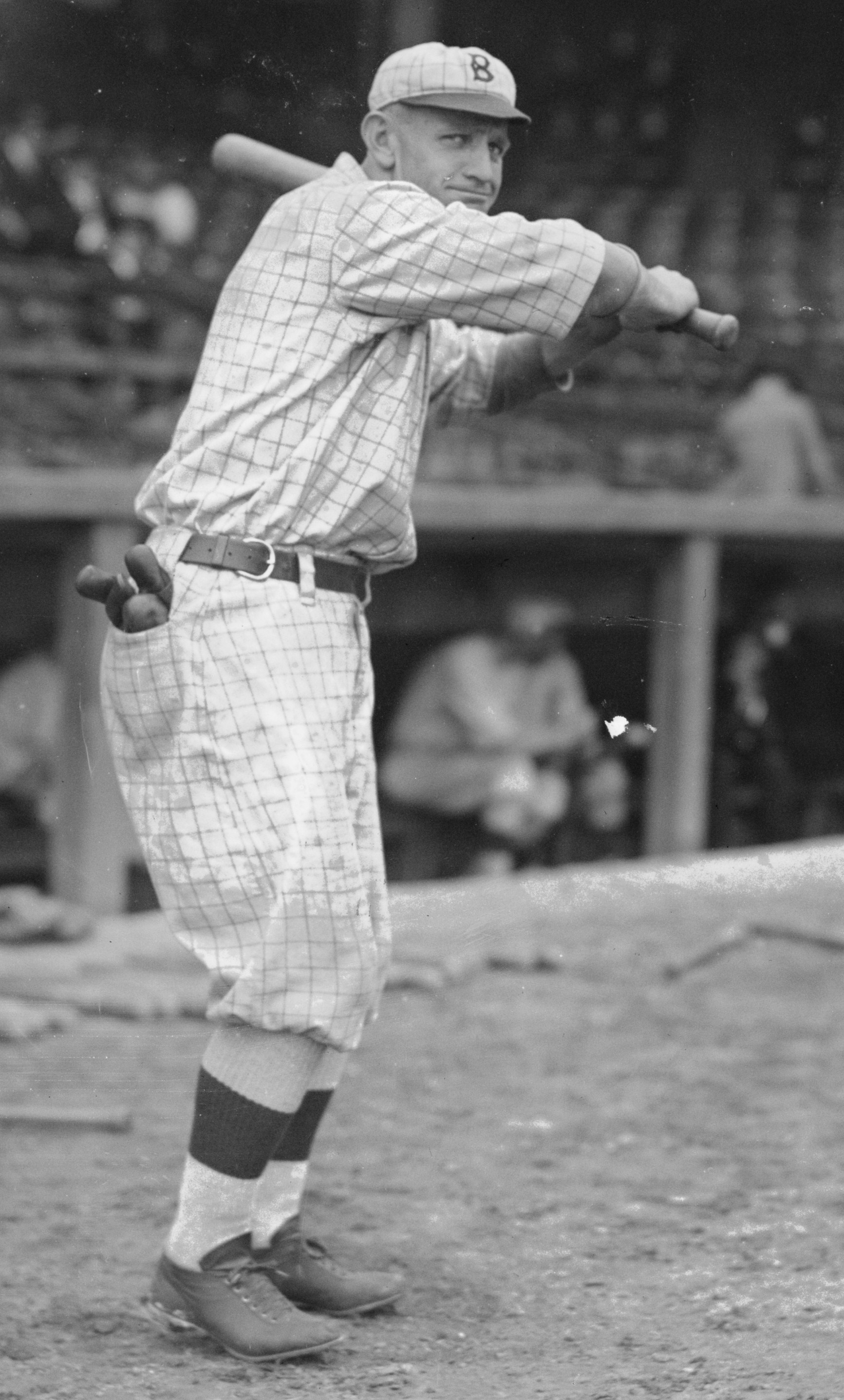
Casey Stengel en 1916 avec les Dodgers de Brooklyn.

## Carrière comme manager

### Les Mets de Casey
Après le circuit de Bill Mazeroski en 9e manche du 7e et ultime match de la Série mondiale de 1960, donnant la victoire aux Pirates de Pittsburgh devant les Yankees, Casey Stengel est congédié, sous prétexte qu'il est maintenant trop vieux pour diriger une équipe de baseball. « Je ne commettrai pas deux fois l'erreur d'avoir 70 ans », ironise Stengel.
Après une sabbatique d'un an, il est engagé comme gérant des Mets de New York. Ironisant sur les raisons de son départ des Yankees, Casey Stengel déclare : « C'est un grand honneur pour moi de joindre les Knickerbockers », faisant référence à une ancienne équipe de baseball newyorkaise qui a joué son dernier match à l'époque de la Guerre civile.
Au moment où Stengel est engagé par les Mets, il prend la tête d'une équipe d'expansion, peu compétente et sur laquelle peu d'espoirs de succès sont fondés. Le nouveau gérant fera le bonheur des partisans et des journalistes affectés à la couverture de la jeune équipe, par son charisme et ses commentaires savoureux à la presse. « Je suis dans le baseball depuis cent ans, et ils me montrent des manières de perdre que je ne connaissais pas encore », s'écrie-t-il en parlant de son équipe, « j'en ai un qui sait lancer mais qui n'attrape pas, un qui attrape mais ne sait pas lancer, un qui sait frapper et rien d'autre... »
Les Mets de Casey Stengel, qu'il appelle affectueusement ses Amazin' Mets, vont terminer derniers sur 10 équipes dans chacune des 4 saisons où il en sera le gérant. Malgré tout, le Polo Grounds, domicile initial de l'équipe, est toujours plein à craquer. Stengel prend sa retraite le 30 août 1965, à la suite d'une mauvaise chute au Stade Shea, le nouveau domicile des Mets, où il se blesse à une hanche.

## Honneurs
- Casey Stengel est membre du Temple de la renommée du baseball depuis 1966.
- Son numéro 37 a été retiré par les Yankees le 8 août 1970, puis par les Mets.
- Il a été intronisé au Temple de la renommée des Mets de New York en 1981.
- Casey Stengel est le seul individu à avoir fait partie des quatre équipes de baseball qu'a connu la ville de New York au XXe siècle : les Giants de New York (comme joueur), les Dodgers de Brooklyn (comme joueur et gérant), les Yankees et les Mets (comme gérant).
- Une plaque commémorative en son honneur a été apposée au Yankee Stadium le 30 juillet 1976.
- La plaza située à proximité du Stade Shea, ancien domicile des Mets, porte le nom de Casey Stengel Plaza.

## Décès

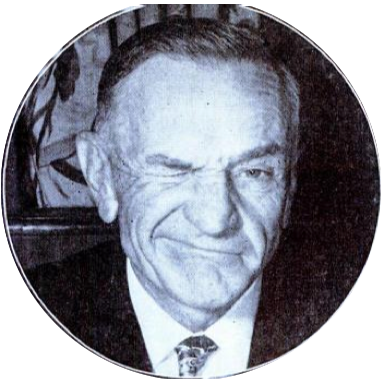
Casey Stengel en 1949.

Casey Stengel s'est éteint à Glendale en Californie le 29 septembre 1975. Il avait 85 ans. Il est inhumé au cimetière Forest Lawn Memorial Park, à Glendale.

## Citations
Casey Stengel était le spécialiste des phrases alambiqués n'ayant aucun sens.
- « Maintenant vous vous alignez par ordre alphabétique, du plus petit au plus grand. »
- « J'ai pris deux décisions, mais je n'ai pas encore choisi la bonne. »
- « La plupart des gens de mon âge sont morts à l'heure qu'il est. »
- « J'ai entendu dire que c'était impossible, mais ça ne marche pas toujours. »

Ces citations figurent dans l'Histoire du baseball de Ken Burns.